# 2019-es Formula–2 monacói nagydíj
A 2019-es Formula–2 monacói nagydíj egy két futamból álló versenyhétvége volt, amelyet május 24–25. között rendeztek meg a Circuit de Monaco utcai pályán Monte-Carloban. Ez volt a negyedik fordulója a 2019-es FIA Formula–2 szezonnak. A versenyeket az Formula–1 monacói nagydíj betétfutamaiként tartották meg. A főversenyt a holland Nyck de Vries, míg a sprintversenyt a francia Anthoine Hubert nyerte meg.

## Változások a verseny előtt
Artyom Markelov visszatért az MP Motorsport csapatával. Az orosz versenyző Jordan Kinget helyettesítette, aki az Indy 500 futamán indult. A pálya sajátossága miatt a mezőnyt két felé osztották a kvalifikáció során. A csoportok összetételét sorsolással döntötték el.

## Eredmények

### Kvalifikáció

#### A csoport
| Poz.    | #  | Versenyző            | Csapat                        | Idő      | Különbség | Rajthely |
| ------- | -- | -------------------- | ----------------------------- | -------- | --------- | -------- |
| 1       | 11 | Callum Ilott         | Sauber Junior Team by Charouz | 1:21.462 | –         | 2        |
| 2       | 9  | Mick Schumacher      | Prema Racing                  | 1:21.469 | +0.007    | 4        |
| 3       | 5  | Sérgio Sette Câmara  | DAMS                          | 1:21.537 | +0.075    | 5        |
| 4       | 19 | Anthoine Hubert      | BWT Arden                     | 1:21.675 | +0.213    | 7        |
| 5       | 1  | Louis Delétraz       | Carlin                        | 1:21.936 | +0.474    | 10       |
| 6       | 3  | Nyikita Mazepin      | ART Grand Prix                | 1:22.089 | +0.627    | 12       |
| 7       | 21 | Ralph Boschung       | Trident                       | 1:22.233 | +0.771    | 14       |
| 8       | 7  | Csou Kuan-jü         | UNI-Virtuosi                  | 1:22.772 | +1.310    | 16       |
| 9       | 15 | Jack Aitken          | Campos Racing                 | 1:22.877 | +1.415    | 18       |
| 10      | 17 | Mahaveer Raghunathan | MP Motorsport                 | 1:26.522 | +5.060    | 20       |
| Forrás: |    |                      |                               |          |           |          |

#### B csoport
| Poz.    | #  | Versenyző          | Csapat                        | Idő      | Különbség | Rajthely |
| ------- | -- | ------------------ | ----------------------------- | -------- | --------- | -------- |
| 1       | 4  | Nyck de Vries      | ART Grand Prix                | 1:20.676 | –         | 1        |
| 2       | 8  | Luca Ghiotto       | UNI-Virtuosi                  | 1:20.924 | +0.248    | 3        |
| 3       | 6  | Nicholas Latifi    | DAMS                          | 1:21.130 | +0.454    | 8[1]     |
| 4       | 10 | Sean Gelael        | Prema Racing                  | 1:21.598 | +0.922    | 6        |
| 5       | 2  | Macusita Nobuharu  | Carlin                        | 1:21.807 | +1.131    | 9        |
| 6       | 16 | Artyom Markelov    | MP Motorsport                 | 1:22.086 | +1.410    | 11       |
| 7       | 14 | Dorian Boccolacci  | Campos Racing                 | 1:22.290 | +1.614    | 13       |
| 8       | 12 | Juan Manuel Correa | Sauber Junior Team by Charouz | 1:22.437 | +1.761    | 15       |
| 9       | 20 | Giuliano Alesi     | Trident                       | 1:22.785 | +2.109    | 17       |
| 10      | 18 | Tatiana Calderón   | BWT Arden                     | 1:24.791 | +4.115    | 19       |
| Forrás: |    |                    |                               |          |           |          |

Megjegyzés:
- ↑ 1:  – Nicholas Latifi három rajthelyes büntetés kapott, mert piros lámpa ellenére hajtott ki a bokszutcából.

### Főverseny
| Poz.                                                             | #  | Versenyző            | Csapat                        | Körök | Idő/Kiesés       | Rajthely | Pont |
| ---------------------------------------------------------------- | -- | -------------------- | ----------------------------- | ----- | ---------------- | -------- | ---- |
| 1                                                                | 4  | Nyck de Vries        | ART Grand Prix                | 41    | 1:30:56.153      | 1        | 25+4 |
| 2                                                                | 2  | Macusita Nobuharu    | Carlin                        | 41    | +4.046           | 9        | 18+2 |
| 3                                                                | 5  | Sérgio Sette Câmara  | DAMS                          | 41    | +5.470           | 5        | 15   |
| 4                                                                | 14 | Dorian Boccolacci    | Campos Racing                 | 41    | +9.120           | 13       | 12   |
| 5                                                                | 7  | Csou Kuan-jü         | UNI-Virtuosi                  | 41    | +1:02.548        | 16       | 10   |
| 6                                                                | 16 | Artyom Markelov      | MP Motorsport                 | 40    | +1 kör           | 11       | 8    |
| 7                                                                | 1  | Louis Delétraz       | Carlin                        | 40    | +1 kör           | 10       | 6    |
| 8                                                                | 19 | Anthoine Hubert      | BWT Arden                     | 40    | +1 kör           | 7        | 4    |
| 9                                                                | 21 | Ralph Boschung       | Trident                       | 40    | +1 lap           | 14       | 2    |
| 10                                                               | 3  | Nyikita Mazepin      | ART Grand Prix                | 40    | +1 kör           | 12       | 1    |
| 11                                                               | 20 | Giuliano Alesi       | Trident                       | 40    | +1 kör           | 17       |      |
| 12                                                               | 6  | Nicholas Latifi      | DAMS                          | 40    | +1 kör           | 8        |      |
| 13                                                               | 9  | Mick Schumacher      | Prema Racing                  | 40    | +1 kör           | 4        |      |
| 14                                                               | 17 | Mahaveer Raghunathan | MP Motorsport                 | 39    | +2 kör           | 20       |      |
| 15                                                               | 18 | Tatiana Calderón     | BWT Arden                     | 39    | +2 kör           | 19       |      |
| 16[1]                                                            | 12 | Juan Manuel Correa   | Sauber Junior Team by Charouz | 37    | baleset          | 15       |      |
| 17[1]                                                            | 15 | Jack Aitken          | Campos Racing                 | 36    | baleseti sérülés | 18       |      |
| ki                                                               | 10 | Sean Gelael          | Prema Racing                  | 32    | baleseti sérülés | 6        |      |
| ni                                                               | 11 | Callum Ilott         | Sauber Junior Team by Charouz | 0     | elektronika      | 2        |      |
| kiz[2]                                                           | 8  | Luca Ghiotto         | UNI-Virtuosi                  | 41    | kizárva          | 3        |      |
| Leggyorsabb kör: Macusita Nobuharu (Carlin) — 1:22.243 (38. kör) |    |                      |                               |       |                  |          |      |
| Source:                                                          |    |                      |                               |       |                  |          |      |

Megjegyzések:
- ↑ 1:  – Juan Manuel Correa és Jack Aitken sem fejezte be a futamot, azonban helyezésüket értékelték, mert teljesítették a versenytáv több, mint 90%-át.
- ↑ 2:  – Luca Ghiotto eredetileg a második helyen ért célba, de szabálytalan alkatrész használata miatt utólag kizárták a versenyből.[7]

### Sprintverseny
| Poz.                                                                | #  | Versenyző            | Csapat                        | Körök | Idő/Kiesés | Rajthely | Pont |
| ------------------------------------------------------------------- | -- | -------------------- | ----------------------------- | ----- | ---------- | -------- | ---- |
| 1                                                                   | 19 | Anthoine Hubert      | BWT Arden                     | 30    | 44:23.388  | 1        | 15   |
| 2                                                                   | 1  | Louis Delétraz       | Carlin                        | 30    | +0.059     | 2        | 12   |
| 3                                                                   | 7  | Csou Kuan-jü         | UNI-Virtuosi                  | 30    | +0.922     | 4        | 10   |
| 4                                                                   | 16 | Artyom Markelov      | MP Motorsport                 | 30    | +2.459     | 3        | 8    |
| 5                                                                   | 14 | Dorian Boccolacci    | Campos Racing                 | 30    | +13.689    | 5        | 6    |
| 6                                                                   | 5  | Sérgio Sette Câmara  | DAMS                          | 30    | +16.322    | 6        | 4    |
| 7                                                                   | 4  | Nyck de Vries        | ART Grand Prix                | 30    | +16.952    | 8        | 2    |
| 8                                                                   | 3  | Nyikita Mazepin      | ART Grand Prix                | 30    | +17.337    | 10       | 1    |
| 9                                                                   | 2  | Macusita Nobuharu    | Carlin                        | 30    | +18.770    | 7        |      |
| 10                                                                  | 6  | Nicholas Latifi      | DAMS                          | 30    | +19.335    | 12       | 2    |
| 11                                                                  | 9  | Mick Schumacher      | Prema Racing                  | 30    | +21.559    | 13       |      |
| 12                                                                  | 12 | Juan Manuel Correa   | Sauber Junior Team by Charouz | 30    | +22.639    | 16       |      |
| 13                                                                  | 15 | Jack Aitken          | Campos Racing                 | 30    | +23.284    | 17       |      |
| 14                                                                  | 11 | Callum Ilott         | Sauber Junior Team by Charouz | 30    | +24.813    | 19       |      |
| 15                                                                  | 10 | Sean Gelael          | Prema Racing                  | 29    | +1 lkör    | 18       |      |
| ki                                                                  | 20 | Giuliano Alesi       | Trident                       | 17    | baleset    | 11       |      |
| ki                                                                  | 21 | Ralph Boschung       | Trident                       | 9     | hidraulika | 9        |      |
| ki                                                                  | 17 | Mahaveer Raghunathan | MP Motorsport                 | 6     | baleset    | 15       |      |
| ki                                                                  | 8  | Luca Ghiotto         | UNI-Virtuosi                  | 6     | baleset    | 20       |      |
| ki                                                                  | 18 | Tatiana Calderón     | BWT Arden                     | 2     | baleset    | 14       |      |
| Leggyorsabb kör: Sean Gelael (Prema Racing) – 1:23.318 (27. kör)[1] |    |                      |                               |       |            |          |      |
| Forrás:                                                             |    |                      |                               |       |            |          |      |

Megjegyzés:
- ↑ 1:  – Sean Gelael futotta meg a leggyorsabb kört, de mivel a legjobb tízen kívül végzett, így a bónuszpontokat Nicholas Latifi kapta meg.

## A bajnokság állása a verseny után
| H  | Versenyzők      | Pont | H  | Konstruktőrök  | Pont |
| -- | --------------- | ---- | -- | -------------- | ---- |
| 1. | Nicholas Latifi | 95   | 1. | DAMS           | 147  |
| 2. | Nyck de Vries   | 94   | 2. | UNI-Virtuosi   | 121  |
| 3. | Luca Ghiotto    | 67   | 3. | ART Grand Prix | 100  |
| 4. | Jack Aitken     | 62   | 4. | Campos Racing  | 92   |
| 5. | Csou Kuan-jü    | 57   | 5. | Carlin         | 60   |